# سكوت هاميلتون كينيدي
سكوت هاميلتون كينيدي (بالإنجليزية: Scott Hamilton Kennedy)‏ هو مونتير أمريكي، ولد في 1965.

## وصلات خارجية
- سكوت هاميلتون كينيدي على موقع IMDb (الإنجليزية)
- سكوت هاميلتون كينيدي على موقع قاعدة بيانات الفيلم (الإنجليزية)